# Немецкая киноакадемия
Немецкая киноакадемия (нем. Deutsche Filmakademie) основана 8 сентября 2003 года в Берлине. Задачей академии является предоставление всем художникам кино возможностей дискуссионной площадки, а также содействие развитию и продвижению немецкого кино с помощью публикаций, киносеансов, регулярных дискуссионных мероприятий и содействие предоставлению специального кинообразования в учебных заведениях. С 2005 года члены Академии выбирают призера Немецкой кинопремии (нем. Deutscher Filmpreis) (известной также как «Лола»).
Немецкая киноакадемия позиционирует себя как независимая организация и финансируется за счет взносов постоянных и почетных членов организации, меценатов и членов обществ друзей кино.
Академия насчитывает 1700 членов, представляющих все творческие отрасли немецкой киноиндустрии. Для получения статуса действительного члена Немецкой киноакадемии необходимо заручиться рекомендациями как минимум двух кинопроизводителей, которые подали заявки на полное членство и были приняты. Все победители Deutscher Filmpreis автоматически получают полное членство в академии. Почетные члены назначаются за их вклад в немецкий кинематограф.
Первыми президентами Немецкой киноакадемии были Сента Бергер и Гюнтер Рорбах. В 2010 году их преемниками был избраны Ирис Бербен и Бруно Ганца.
В 2008 году Немецкой киноакадемией был запущен Портал знаний немецкой киноакадемии - 24 (нем. 24 – Das Wissensportal der Deutschen Filmakademie). Портал предоставляет информацию о процессах в кинопроизводстве и должно обеспечить более прозрачной и подотчетной работу независимых режиссеров.